# Martin Lauer
Martin Lauer (Colonia, Alemania, 2 de enero de 1937-6 de octubre de 2019) fue un atleta alemán, especializado en la prueba de 4 x 100 m en la que llegó a ser campeón olímpico en 1960.

## Biografía
Fue campeón alemán en obstáculos de 110 m desde 1956 hasta 1960 y en decatlón en 1956. En los Juegos Olímpicos de verano de 1956 terminó cuarto en obstáculos de 110 m y quinto en decatlón. 
En el Campeonato de Europa de 1958, ganó el oro en obstáculos de 110 m. En 1958 Lauer también corrió su primer récord mundial, en el relevo 4 × 100 m. Estableció su segundo récord mundial en 1959, esta vez en su evento principal de 110 m de obstáculos (13.2).

## Carrera deportiva
En los JJ. OO. de Roma 1960 ganó la medalla de oro en los relevos 4 x 100 metros, con un tiempo de 39.5 segundos que igualaba el récord del mundo, llegando a meta por delante de la Unión Soviética (plata) y Reino Unido (bronce), siendo sus compañeros de equipo: Armin Hary, Walter Mahlendorf y Bernd Cullmann.